# Mai 1954

## Évènements
- Première parution du mensuel Le Monde diplomatique.
- France : début de l'affaire des fuites (mai 1954 - mai 1956).
- Exposition Jean Tinguely à Paris.

- 2 mai : début d'une grande grève au Honduras[1]. L’agitation sociale provoque une ouverture du régime puis son durcissement.

- 3 mai : la conférence de Genève, ouverte le 26 avril, invite le Viêt-minh et les gouvernements du Viêt Nam, du Laos et du Cambodge à participer aux négociations sur l’Indochine.

- 4 mai : coup d'État militaire au Paraguay.

- 7 mai : en Indochine, chute du camp retranché de Điện Biên Phủ après 57 jours de combats.

- 8 mai : création de la Confédération asiatique de football.

- 9 mai :  des partisans du général de Gaulle manifestent en faveur de son retour au pouvoir alors qu’il se recueille devant la tombe du Soldat inconnu à Paris.

- 10 mai : Pham Van Dong, vice-président de la République démocratique du Viêt Nam, présente à Genève les propositions du Viêt-minh : reconnaissance par la France de l’indépendance du Viêt Nam, du Cambodge et du Laos, retrait des troupes étrangères et organisation d’élections libres, cessez-le-feu et échange de prisonniers.

- 11 mai : discours du président de la Communauté Européenne du Charbon et de l'Acier[2].

- 13 mai : le Canada et les États-Unis s'entendent sur le projet de nouvelle voie maritime du Saint-Laurent pour relier les Grands Lacs.

- 16 mai - 25 juin : soulèvement de Kengir, dans un camp de prisonniers soviétique au Kazakhstan.

- 17 mai : l'arrêt Brown v. Board of Education de la Cour suprême des États-Unis ordonne la fin de la ségrégation raciale dans les écoles.

- 19 mai : les États-Unis concluent avec le Pakistan un accord de défense mutuelle et d’assistance.

- 29 - 31 mai : première conférence du groupe atlantiste Bilderberg, tenue à l'hôtel Bilderberg à Osterbeek, près d'Arnhem (Pays-Bas).

- 31 mai (Formule 1) : 500 miles d'Indianapolis.

## Naissances
- 1er mai : Frédéric Chichin, guitariste du groupe Les Rita Mitsouko († 27 novembre 2007).
- 2 mai : Angela Bofill, chanteuse américaine († 11 juin 2024).
- 4 mai : Pia Zadora, actrice et chanteuse américaine.
- 7 mai : Philippe Geluck, comédien, dessinateur, chroniqueur belge.
- 14 mai : 
  - Danny Gare, ancien joueur professionnel de hockey sur glace.
  - James Gita Hakim, chercheur zimbabwéen († 25 janvier 2021).
- 16 mai : 
  - Dafydd Rhys Williams, spationaute canadien.
  - Charles Kushner, Promoteur Immobilier Américain.
- 17 mai : Jean-Marie Bigard, réalisateur, acteur, scénariste français.
- 19 mai : Phil Rudd, batteur du groupe AC/DC.
- 20 mai : Cindy McCain, Cheffe d'entreprise américaine.
- 21 mai : Jill Jacobson, actrice américaine († 8 décembre 2024).
- 24 mai : Marvin Hagler, boxeur américain († 13 mars 2021).
- 28 mai : John Tory, homme d'affaires et chef du Parti progressiste-conservateur de l'Ontario.

## Décès
- 15 mai : Henri Laurens, sculpteur.
- 18 mai : Willem Eekelers, homme politique belge (° 2 septembre 1883).
- 19 mai : Charles Ives, compositeur américain.
- 25 mai : Robert Capa, photographe américain d'origine hongroise, tué au cours d’un reportage à Thaï-Binh (Indochine).
- 26 mai : Lionel Conacher, athlète.
- 27 mai : Édouard Montpetit, avocat.
- 31 mai : Jean Marquet, écrivain français.